# Vincenzo Malvezzi Bonfioli
Vincenzo Malvezzi Bonfioli (Bolonha, 22 de fevereiro de 1715 - Cento, 3 de dezembro de 1775) foi um cardeal italiano do século XVIII.

## Biografia
Nasceu em Bolonha em 22 de fevereiro de 1715. Da antiga família patrícia dos condes de Selva. Segundo dos dois filhos de Pier Paolo Malvezzi, nono conde de Selva, e Maria Catterina Leoni. Ele também está listado como Vincentius Malvetius; e seu sobrenome como Malvezzi Bonfioli.
Ele foi destinado ao estado eclesiástico em uma idade jovem. Estudou na escola jesuíta Collegio dei Nobili di S. Francesco Saverio, Bolonha; e depois, no Seminário de Bolonha; mais tarde, obteve o doutorado em direito na Universidade La Sapienza, em Roma. Em 9 de agosto de 1754, Malvezzi obteve o doutorado in utroque iure, direito canônico e civil, no Studio bolognese e foi agregado ao Collegio Civile e ao Collegio Canonico de Bolonha..
Conheceu e tornou-se amigo do Arcebispo Prospero Lambertini de Bolonha, futuro Papa Bento XIV.
Malvezzi celebrou sua primeira missa na igreja dos Cartuxos em Bolonha. Nomeado cônego do capítulo da catedral metropolitana de Bolonha pelo arcebispo Lambertini em 25 de fevereiro de 1736; renunciou ao cargo em 2 de dezembro de 1738. Colaborou estreitamente com o cardeal Lambertini na profunda obra de renovação da Igreja e do clero de Bolonha. Ele foi chamado a Roma pelo novo Papa Bento XIV, que o nomeou cônego do capítulo da basílica patriarcal da Libéria em outubro de 1741. Mestre de câmara de Sua Santidade, setembro de 1743.
Criado cardeal-presbítero no consistório de 26 de novembro de 1753; recebeu o chapéu vermelho em 29 de novembro de 1753; e o título de Ss. Marcellino e Pietro, 10 de dezembro de 1753. Foi designado para as Sagradas Congregações do Santo Ofício, Conselho Tridentino, Bispos e Regulares, Visita Apostólica e Propaganda Fide.
Eleito arcebispo de Bolonha, 14 de janeiro de 1754; nesse mesmo dia foi-lhe concedido o pálio; o papa Bento XIV havia mantido a arquidiocese de Bolonha após sua eleição para o papado; em 22 de janeiro de 1754, o cardeal Giorgio Doria, legado em Bolonha, tomou posse da arquidiocese em seu nome. Consagrado em 19 de março de 1754, na capela paulina do palácio Quirinale, Roma, pelo Papa Bento XIV, auxiliado pelo Cardeal Giovanni Antonio Guadagni, bispo de Frascati, e pelo Cardeal Scipione Borghese, bispo de Albano. O cardeal Malvezzi entrou na cidade em 31 de maio de 1754; e celebrou sua primeira missa pontifícia na catedral metropolitana de S. Pietro no dia 29 de junho seguinte. Com um breve apostólico de 15 de junho de 1756, o papa concedeu-lhe a faculdade de consagrar novamente a catedral metropolitana de S. Pietro de Bolonha; a cerimônia realizou-se a 15 de agosto de 1756 seguinte.
Nos primeiros anos do seu episcopado, Arcebispo Malvezzi deu instruções sobre a construção e mobiliário das igrejas (1755); as regras orientavam os pastores e oficiais de empresas e lugares sagrados sobre a boa gestão de seu patrimônio (1756); a instrução pastoral sobre o cuidado na leitura dos livros (1760); e a notificação de enterros (1762). Pastoralmente, promoveu a formação do clero e incentivou o desenvolvimento da vida religiosa nas paróquias. Ele era um rigorista com certas tendências jansenistas e trabalhou para moralizar e reafirmar a primazia dos poderes religiosos e éticos do bispo. Ele era contra o culto de falsas devoções e comportamentos supersticiosos e lutou para conter os escândalos na vida privada e foi protagonista na decidida perseguição às prostitutas. As suas medidas rigoristas atraíram a simpatia da maior parte do clero, mas originaram uma série de tensões com o Senado e a sociedade civil de Bolonha.
Participou no conclave de 1758, que elegeu o Papa Clemente XIII. A eleição do novo papa marcou o regresso a uma defesa total das prerrogativas da Cúria Romana, o que azedou as relações políticas com os tribunais, abrindo caminho a um embate centrado sobretudo no ataque à Companhia de Jesus. O cardeal Malvezzi tornou-se um dos principais centros de oposição aos discursos fanáticos do novo pontífice, dando continuidade à linha lambertiana de diálogo e mediação com os tribunais e as novas ideias do Iluminismo. Participou do conclave de 1769, que elegeu o Papa Clemente XIV. Defensor da supremacia do bispo sobre as reivindicações autonomistas das várias ordens religiosas, manteve uma posição antijesuítica. Em outubro de 1769, ele proibiu os jesuítas de ouvir confissões e pregar fora de sua igreja; e privou-os do monopólio de dar exercícios espirituais ao clero. Nomeado visitante da Companhia de Jesus na cidade e arquidiocese de Bolonha por breve apostólico de 6 de fevereiro de 1773, com poderes para fiscalizar suas demonstrações financeiras, investigar os costumes religiosos, favorecer a alternância dos superiores locais e a secularização dos religiosos professos; iniciou sua visitação no dia 22 do mesmo mês. Chamado a Roma pelo Papa Clemente XIV, que o nomeou datário de Sua Santidade; ocupou o cargo de 14 de junho de 1774 até fevereiro de 1775, quando faleceu aquele pontífice. Participou do conclave de 1774-1775, que elegeu o Papa Pio VI. Regressou à sua arquidiocese de Bolonha, a 20 de março de 1775, pouco depois das cerimônias que se seguiram à eleição do novo, que lhe pediu que escolhesse entre o datário e a arquidiocese porque a titularidade de ambas era incompatível.
Morreu em 3 de dezembro de 1775, de febre alta com convulsões, após receber os sacramentos da Igreja, em Cento, principal palácio arquiepiscopal da arquidiocese de Bolonha, onde tentava melhorar sua saúde precária. Seu corpo foi embalsamado, transferido para Bolonha na noite de 4 de dezembro; exposto no dia 5 de dezembro em seu aposento no palácio arquiepiscopal, vestido com o hábito pontifício, em uma alta camada sobre o trono; na noite desse dia, o corpo foi levado em procissão até a catedral metropolitana, onde ocorreram as exéquias solenes; as despesas do funeral foram pagas pelo conde Giuseppe Ercole, seu irmão, devido às dívidas do falecido cardeal; foi sepultado ao pé do altar de S. Apollinare daquela catedral. Em 1952, o corpo foi transferido para o subsolo da catedral e depositado em um nicho sob a lápide tumular, com um magnífico epitáfio colocado por Giulia Malvezzi, sua sobrinha.